# Tentativa de golpe de Estado na Turquia em 2016
Uma tentativa de golpe de Estado na Turquia ocorreu em 15 de julho de 2016, porém fracassou. A investida foi supostamente orquestrada por uma facção pertencente às Forças Armadas Turcas. Entretanto, ainda não estão claros os motivos da ofensiva militar nem seus principais líderes.
Apesar de a tentativa não ter cumprido com sua finalidade, propriedades foram danificadas, mais de mil pessoas ficaram feridas e outras centenas morreram. Em Ancara, o Parlamento Nacional e o Palácio Presidencial foram bombardeados. Tiros também foram ouvidos perto dos principais aeroportos de Ancara e Istambul.
As reações, tanto em nível nacional como internacional, foram amplamente desfavoráveis à tentativa de golpe. Os principais partidos de oposição condenaram o movimento, enquanto vários líderes internacionais, notadamente da União Europeia, e a NATO pediram respeito às instituições democráticas na Turquia e aos seus representantes eleitos.
O governo  reagiu rapidamente, denunciando o putsch e logo passou a demitir, processar e prender os envolvidos, incluindo militares e juízes.
A primeira reação oficial veio do primeiro-ministro Binali Yıldırım, que, um dia depois da tentativa golpista, declarou aos meios de comunicação que a situação estava "completamente sob controle".

## Antecedentes
Desde que o estado moderno da Turquia foi estabelecido em 1923, as Forças Armadas do país (TSK) promoveram três golpes de Estado—em 1960, 1971 e 1980. Em 1997, o primeiro-ministro Necmettin Erbakan renunciou após receber um memorando do almirante Salim Dervişoğlu que solicitava sua saída. Por não ter ocorrido derramamento de sangue ou a imposição de um regime militar, a renúncia de Erbakan foi considerada o primeiro "golpe pós-moderno". Os militares historicamente se consideram o guardião do Estado secular, estabelecido durante o governo de Mustafa Kemal Atatürk, o fundador da Turquia moderna, enquanto que o presidente Recep Tayyip Erdoğan era frequentemente acusado de tentar islamizar o país.
Nos anos que antecederam a tentativa de golpe em 2016, ocorreram os julgamentos de 275 pessoas consideradas integrantes da Ergenekon, uma suposta rede de golpistas que incluía altos oficiais militares, jornalistas, advogados e acadêmicos. Este grupo era visto pelo presidente Erdoğan como uma tentativa de líderes civis de dominarem as forças armadas para derrubá-lo. Essas pessoas foram acusadas de planejar golpes em 2003 e 2004 contra o então Primeiro-Ministro Erdoğan. Em abril de 2016, as condenações desse caso foram derrubadas pela mais alta corte de apelações do país, que determinou que a existência de tal rede não havia sido comprovada.
Em 13 de julho de 2016 Erdoğan sancionou uma lei que garantia imunidade aos soldados turcos que participassem de operações de segurança interna. Pela nova legislação, os processos contra comandantes militares necessitavam da aprovação do Primeiro-Ministro, enquanto que os processos contra soldados inferiores necessitavam da aprovação dos governadores distritais. O projeto de lei foi visto como parte de uma détente entre o governo e as Forças Armadas, que havia crescentemente assumido operações militares contra a milícia curda no leste do país.

## Desenvolvimento da tentativa de golpe
Conforme relatado, em 15 de julho de 2016, pouco antes das 23 horas (UTC+3), jatos militares foram vistos voando sobre Ancara. A Ponte Fatih Sultão Mehmet e a Ponte do Bósforo em Istambul foram fechadas, bloqueando o acesso terrestre à cidade.
Logo depois, a imprensa local informou que tanques invadiram o aeroporto  Atatürk, impedindo pousos e decolagens, bloqueando o acesso aéreo na cidade. Utilizadores da Internet na Turquia foram impedidos de acessar o Twitter, Facebook e YouTube. Em comunicado, o Twitter afirmou que não havia razão para o bloqueio. Algumas pessoas foram feitas de reféns na sede das Forças Armadas, incluindo o comandante Hulusi Akar. Os militares também invadiram a sede do Partido da Justiça e Desenvolvimento em Istambul.
Uma declaração emitida pelas Forças Armadas afirmou que estava no controle de todo o país, que iria manter o direito da liberdade e os acordos fixados com outros países. Além disso, afirmaram que a tomada ocorreu para "preservar a ordem democrática". O comandante das Forças Armadas afirmou que as mesmas não apoiaram o golpe, que, segundo ele, foi perpetuado por uma pequena facção dentro das mesmas.
Às 21h02 (UTC), foi noticiado pela Reuters que os soldados turcos haviam invadido a sede da Türkiye Radyo Televizyon Kurumu (TRT), em Ancara. Depois de os militares tomarem o controle do edifício, um militar leu uma declaração afirmando que o direito de democracia, por oito anos, não estava sendo cumprido pelo governo atual e que o país estaria agora liderado por um conselho de paz, que iria garantir a segurança da população. O canal foi logo em seguida retirado do ar.
Os militares ainda afirmaram que uma nova constituição estava sendo preparada e seria apresentada em breve. Uma explosão na sede da TRT e tiros foram ouvidos em Ancara.
Tanques abriram fogo próximo ao edifício da Grande Assembleia Nacional. Relatórios divulgados pelo governo confirmam o bombardeamento do Parlamento. Manifestantes foram feridos pelos soldados ao protestar na ponte do Bósforo.
Um helicóptero pertencente às Forças Armadas foi abatido por um caça militar turco. Há também relatos afirmando que os jatos militares voaram sobre Ancara para abater possíveis aeronaves das Forças Armadas para o golpe.
Inicialmente, ambos os lados do conflito reivindicaram a vitória. Em um comunicado divulgado após as primeiras notícias da tentativa, o Exército afirmou ter tomado o controle de todo o país. O governo turco, entretanto, negou a notícia e afirmou que "aqueles que tentarem um golpe de Estado pagarão um preço alto."

## Reação do governo
O presidente Erdoğan convocou então a população para as ruas para responder ao golpe. Milhares de pessoas foram as ruas para se manifestar contra as forças golpistas.
À 1h da manhã do dia 16 de julho, foi reportado que as tropas golpistas estavam se retirando do aeroporto internacional de Atatürk frente a chegada de forças leais ao presidente. Ao amanhecer, o próprio Erdoğan chegou a Istambul. Quase ao mesmo tempo, um helicóptero UH-60 levando militares golpistas (ao menos oito) deixaram o país rumo a Grécia. Todos os oficiais foram presos quando pousaram por lá.
Ainda na manhã de 16 de julho, militares golpistas que haviam firmado posição na ponte de Bósforo começaram a se render. Partidários do governo, contudo, se lançaram contra soldados e alguns foram linchados. Enquanto isso, pelo menos 700 militares pró-golpe foram presos no quartel-general do exército. Até o fim do dia 16 e nos dias seguintes, militares e civis simpatizantes do movimento começaram a ser presos às centenas, liquidando o golpe em definitivo.

## Consequências

### Expurgos
Um extenso expurgo do serviço civil turco começou logo após a tentativa de golpe, sendo que o presidente Erdoğan alertou seus adversários de que "eles vão pagar um preço alto por isso". O jornal estadunidense The New York Times, juntamente com alguns outros meios de comunicação ocidentais, como a revista britânica The Economist, descreveu os expurgos como um "contragolpe", sendo que o Times disse que espera que Erdoğan "se torne mais vingativo e obcecado com o controle como nunca antes, ao explorar a crise não apenas para punir soldados amotinados, mas para reprimir ainda mais o que resta de dissidência política na Turquia". Em 20 de julho de 2016, mais de 45 000 militares, policiais, juízes, governadores e funcionários públicos haviam sido detidos ou suspensos, incluindo 2 700 juízes, 15 000 professores e todos os reitores universitário do país.
Em 18 de julho de 2016, o Secretário de Estado dos Estados Unidos, John Kerry, pediu para que as autoridades turcas cessassem as ações de repressão contra os cidadãos do país, sugerindo que tais ações teriam como objetivo "suprimir a dissidência" política. O chanceler francês, Jean-Marc Ayrault, expressou preocupação acerca de um "sistema político que se afasta da democracia", em alusão aos expurgos. O governo francês também afirmou que Erdoğan não pode usar o golpe como um "cheque em branco" para iniciar purgas.
Em 20 de julho, a agência Fars News noticiou que o Millî İstihbarat Teşkilatı (o serviço de inteligência turco, conhecido localmente como MIT)  havia sido informado, pela inteligência russa,  sobre a iminente tentativa de golpe, horas antes  do seu início. Segundo a agência, militares russos haviam interceptado comunicações entre militares turcos sobre um complô que estaria sendo organizado para depor o presidente Erdoğan.

### Alegações contra Fethullah Gülen

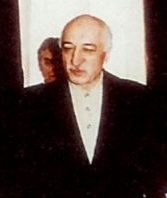
Fethullah Gülen

Fethullah Gülen, a quem Erdoğan tinha acusado de ser um dos principais conspiradores, condenou veementemente a tentativa de golpe e negou qualquer participação no episódio. "Condeno, nos termos mais fortes, a tentativa de golpe militar na Turquia", disse ele em um comunicado enviado por email relatado pelo The New York Times. "O governo deve ser ganho através de um processo de eleições livres e justas, não pela força. Peço a Deus pela Turquia, pelos cidadãos turcos e por todos aqueles atualmente na Turquia para que esta situação seja resolvida pacificamente e rapidamente. Para alguém que sofreu sob múltiplos golpes militares durante as últimas cinco décadas, é especialmente insultuoso ser acusado de ter qualquer ligação com tal tentativa. Nego categoricamente tais acusações".
O presidente Erdogan pediu aos Estados Unidos a extradição de Gülen: "Peço-lhe novamente, depois houve uma tentativa de golpe, que extradite este homem da Pensilvânia para a Turquia. Se somos parceiros estratégicos ou parceiros modelos, faça o que é necessário". O primeiro-ministro turco Yıldırım chegou a ameaçar guerra contra qualquer país que apoiar Gülen.
Após o apelo de Erdoğan, Gülen, em uma de suas raras entrevistas, levantou a possibilidade de o golpe ter sido um trabalho interno do próprio governo de Erdoğan para justificar a repressão posterior.